# Marcello Sannyos
Marcelo Rodrigues dos Santos (Arinos, 27 de agosto de 1981), conhecido pelo seu nome artístico Marcello Sannyos, é artista e produtor cultural brasileiro do estado de Minas Gerais, se tornou nacionalmente conhecido e ganhou notoriedade ao participar do projeto Revelando Os Brasis  onde produziu e dirigiu o documentário "Baixa Funda: O Destino De Um Povo", sendo premiado nacionalmente pela CNBB no 52º Premio de Comunicação CNBB 2019 na categoria  Curta-Metragem, onde recebeu a premiação “Margarida de Prata”, com isso ganhou grande destaque na TV regional com uma entrevista ao vivo  em comemoração ao Dia Mundial Do Cinema. Marcello Sannyos é altamente engajado no meio cultural e compõe o Conselho Estadual de Cultura de Minas Gerais, atua ainda como Ator e Diretor de teatro  na Cia de Teatro Grand Sertão.

## Formação acadêmica
Marcello Sannyos é formado em Artes Visuais pela UNIMONTES, com especialização em Teatro Arte Dramático pela Fundação Shakespeare, Pós Graduação em Administração da Cultura pela UFRGS e Pós Graduação em Musica no processo Educacional pela UNB.

## Premiação
- Marcello Sannyos  recebeu a premiação “Margarida de Prata” na categoria Curta-Metragem durante o 52º Premio de Comunicação CNBB 2019 transmitido nacionalmente pelas TVs de inspiração católicas (TV Aparecida, Canção Nova, Rede Vida, TV Século XXI entre outras);
- Trofeu JN - Prêmio melhores do ano 2019 sendo símbolo do reconhecimento pelo trabalho realizado na área da cultura como no cinema e teatro na região norte mineira - pelo Jornal de Notícias JN de Montes Claros MG ;
- Campeão do XI Festival de Música – Arinos,MG.
- 3º Lugar na categoria Melhor Espetáculo na 20ª Mostra de Teatro de Montes Claros - 2021 [14] [15]

## Cineasta
O ingresso no cinema nacional se deu através do projeto do Instituto Marlin Azul no qual seleciona histórias de inscritos de cidades do Brasil com até 20 mil habitantes. Os selecionados no projeto participam na sede do Canal Futura no Rio de Janeiro de oficinas de preparação para a criação de roteiro, filmagens e técnicas do meio áudio visual para então desenvolverem seus projetos.

### Baixa Funda: O Destino De Um Povo
Baixa Funda: O Destino De Um Povo é um documentário que retrata a história de Dona Joana, descendente de negros e índios, mãe de 11 filhos, relata suas histórias, anseios, crenças e o cotidiano na lida da vida rural na Comunidade Baixa Funda, em Urucuia, Minas Gerais.

#### Festivais de Cinema
O documentário participou de 16 festivais de cinema, nacional e internacional, entre eles Festival de Cinema de Tiradentes, Festival internacional de Curtas Metragem de São Paulo, Festival Cinema Negro do Rio de Janeiro.

## Ator/Diretor
Marcello é Especializado em Teatro Arte Dramático pela Fundação Shakespeare e teve seu registro profissional de Ator/Diretor reconhecido em 2017 através do SATED-MG.

### Cia de Teatro Grand Sertão
No interior de Minas Gerais fundou a  Cia de Teatro Grand Sertão que conta com mais 7 atores. A Cia de Teatro Grand Sertão é regionalmente conhecida por levar cultura pelo interior do norte e noroeste de Minas Gerais.

## Conselho Estadual de Política Cultural (Consec)
Marcello Sannyos pelos relevantes trabalhos na área da Cultura foi eleito membro do Conselho Estadual de Cultura no biênio 2019/2020 no segmento Teatro. O órgão colegiado age em caráter consultivo, propositivo, deliberativo e de assessoramento superior da Secretaria de Estado de Cultura, auxilia na criação de condições para que todos mineiros exerçam seus direitos culturais e tenham acesso aos bens culturais.

## Trabalho voluntário e filantropia
Marcello também tem intrínseco em sua origem o trabalho voluntário e filantrópico, destacado na  Associação de Pais e Amigos dos Excepcionais (APAE - Urucuia). Marcello fez parte da diretoria fundadora e desde então são 10 anos de trabalho voluntário na APAE em Urucuia,  estando atualmente (2020)  presidente da Instituição pelo triênio 2020/2022.